# هبوط الجهد
هبوط الجهد في الشبكات الكهربائية يقصد به انخفاض في الطاقة الكهربائية المحملة في الشحنة والتي اكتسبتها من المولد الكهربائي نتيجة قيامها بشغل اللازم لمرورها في موصل كهربائي ما، تفقد الشحنة هذه الطاقة نتيجة لمقاومية المادة التي صنع منه الموصل والتي تقوم باستهلاك هذه الطاقة التي اكتسبتها الشحنة وبعثها على شكل حرارة
مثال: عند المولد يكون الجهد 415 فولت، ولكن عند قياسه في نهاية الخط نجده 405 فولت  أي انه حصل فقد 10 فولت أثناء الطريق 

قانون حساب فقد الجهد V.D=mv*l*i/1000 
حيث أن V.D قيمة الجهد المفقود،
وMV هبوط الجهد بالنسبة لنوع الكابل لكل متر، 
وL طول الكابل،
و i التيار المار في الكابل
وبما أن مقاومية المواد تختلف فكذلك قيمة هبوط الجهد تختلف من موصل لآخر وتعتمد قيمة هبوط على عنصرين:
1. مقاومية الموصل فكلما زادت خاصية المقاومة في الموصل واشتدت معاكسته للتيار كان الفقد أكبر مما لو كانت المادة ذات موصلية كبيرة ولذلك يستخدم الألمونيوم والنحاس في الداوائر الكهربية بسبب موصليتهم العالية وانخفاض معاكستهم للتيار بسبب انخفاض قيم مقاوميتهم.

1. العنصر الثاني هو عدد الشحنات المارة في الموصل فكلما زاد عدد الشحنات زاد الفقد والانتقاص من الطاقة المكتسبة ولذلك في محطات القدرة يتم استعمال محولات كهربائية تقوم برفع الجهد وخفض التيار في خط النقل ليكون بالإمكان نقله إلى مسافات بعيدة جدا دون أن يعاني هبوطا كبير في الجهد وبهذه الطريقة يمكن تقليل الفقد حتى 100 مرة مما لو كان ينقل على مستوى الخرج من محطة القدرة أي من دون استعمال محولات تخفض قيمة التيار.